# Here with Me (canção de The Killers)
"Here with Me" é uma canção da banda americana de rock The Killers que está em seu quarto álbum de estúdio intitulado Battle Born. Foi lançado como o terceiro single deste disco em 16 de dezembro de 2012.

## Recepção da crítica
A faixa "Here with Me" recebeu críticas variadas dos críticos. Segundo uma publicação da revista americana Billboard, a letra da música, como a parte "don't want your picture on my cell phone, I want you here with me" ("não quero sua foto no meu celular, eu quero você comigo") é muito sentimental, mas houve elogios ao instrumental da canção.

## Paradas musicais
| Paradas (2012)                                    | Melhor posição |
| ------------------------------------------------- | -------------- |
| Bélgica (Ultratip Bubbling Under de Flandres)     | 62             |
| Bélgica (Ultratip Bubbling Under da Valônia)      | 25             |
| Canadá (Canadian Hot 100)                         | 88             |
| Estados Unidos (Billboard Bubbling Under Hot 100) | 19             |
| Estados Unidos (Billboard Rock Songs)             | 18             |
| Estados Unidos (Billboard Rock Digital Songs)     | 13             |